# Hugo Folch de Cardona
Hugo II Folch de Cardona (in catalano Hug II de Cardona Anglesola; 1328 circa – 1400 circa), fu, prima Visconte di Cardona, dal 1334, sino al 4 dicembre 1357, giorno in cui fu promosso primo conte di Cardona, Barone di Bellpuig, dal 1381 e Visconte di Vilamur, dal 1386, sino alla sua morte.

## Origine
Ugo era il figlio primogenito del Conte di Empúries, Visconte di Cardona e primo Barone di Guadalest, Ugo I di Cardona e di sua moglie, Beatrice d'Anglesola, figlia del signore di Bellpuig, Guglielmo d'Anglesola, e, secondo ma che secondo alcune fonti era la sorella del Visconte di Vilamur, Raimondo II.

Ugo I di Cardona era l'unico figlio legittimo del conte di Visconte di Cardona, Raimondo VI e, secondo la Crónica del rey don Fernando IV, di sua moglie, Maria Alfonso de Haro, figlia di Juan Alfonso de Haro, Signore di Los Cameros e della moglie, Constanza Alfonso de Meneses.

## Biografia
Di Ugo si hanno notizie molto scarse.
Dopo la morte di suo padre, Ugo I, che avvenne, verso il 1334, Ugo gli succedette come Ugo II, Visconte di Cardona.
Ugo fu cortigiano del re della corona d'Aragona, Pietro IV detto il Cerimonioso, partecipando alla guerra contro il re di Maiorca, Giacomo III di Maiorca, detto il Temerario, distinguendosi nella difesa della Cerdagna.
Poi, tra il 1353 e il 1354, partecipò anche alla campagna di Sardegna, dove Pietro IV, alleato di Venezia, con una spedizione navale, il 29 agosto 1353 sbaragliò la flotta genovese nella battaglia di Porto Conte vicino ad Alghero.
Per questa fedeltà il re lo innalzò al titolo di Conte di Cardona, il 4 dicembre 1357, mentre secondo altre fonti questa promozione avvenne nel 1375.
Pur essendo consigliere del re Pietro IV, fu in ottimi rapporti, col marchese di Tortosa, Ferdinando Alfonso di Aragona, fratellastro di Pietro, dopo che era tornato dall'esilio nel regno di Castiglia.
Dopo che il re di Castiglia, Pietro I il Crudele, nel 1356, aveva tentato di riprendersi i territori murciani ceduti al regno di Valencia, la guerra, tra Aragona e Castiglia, esplose, dopo l'occupazione di Tarragona, da parte di Pietro I, nel 1357, ed è conosciuta come guerra dei due Pietri; Ugo II prese parte attivamente alla difesa dei confini della corona d'Aragona.
Ugo incrementò i propri titoli, divenendo Barone di Bellpuig, nell 1381 e Visconte di Vilamur, nel 1386, alla morte dello zio materno, Raimondo II d'Anglesola.
Il legame tra Ugo II e la famiglia reale si era rafforzato, in seguito al matrimonio con Bianca, cugina prima di Pietro IV e a quello con Isabella di Aragona, nipote di Pietro IV.
In seguito alla morte di Pietro IV, avvenuta nel 1387, il legame fu ottimo anche col suo successore, Giovanni I.
Non si conosce la data esatta della morte di Ugo II, che avvenne, verso il 1400.
Nei titoli di conte di Cardona e Visconte di Vilamur gli succedette il figlio maschio, Giovanni Raimondo.

## Matrimoni e discendenza
Ugo II contrasse tre matrimoni:
- il primo con Bianca d'Aragona (1334-?), figlia dell'infante, Raimondo Berengario (1308 – 1364), conte di Empúries e di Bianca di Taranto, figlia di Filippo Di Taranto, principe di Taranto, despota dell'Epiro, principe d'Acaia ed imperatore titolare di Costantinopoli, e di Tamara Angela Comnena Ducena.
Dal primo matrimonio Ugo ebbe soltanto una figlia[6]:
  - Beatrice di Cardona ( † 1372 circa), che sposò nel 1363 Pietro II, conte di Urgell[6].
- Il secondo con Beatrice di Luna e di Xèrica (1340-dopo il 1380), figlia di Pietro di Ejérica [Aragón] Barone di Ejérica e della moglie, Bonaventura di Arborea.
Dal secondo matrimonio Ugo ebbe due figli[6]:
  - Giovanni Raimondo (1375-1442), conte di Cardona e Visconte di Vilamur[6]
  - Elsa de Cardona ( † 1420), che sposò Giovanni II (1375-1401), conte di Empúries[6].
- Il terzo (questo matrimonio ci viene confermato dalle Europäische Stammtafeln[11], libro III, 131 B, non consultate[6]) con Isabella di Aragona, figlia del conte di Urgell, Giacomo (1320– novembre 1347) e di Cecilia di Comminges.
Dal terzo matrimonio Ugo non ebbe figli[6].

Secondo altre fonti, Ugo II ebbe almeno altri due figli maschi:
- - Hugo de Cardona, morto nel 1410, barone di Bellpuig, marito della baronessa Francesca de Pinós.
  - Antonio de Cardona, Barone di Giuliana e Viceré di Sicilia dal 1416 al 1419, morto nel 1439, da cui discesero i Conti di Collesano ed i Conti di Reggio.

## Ascendenza
|                                               |                                                |                                               | Genitori                                         |  |  | Nonni |  |  | Bisnonni                              |  |  | Trisnonni                              |  |
|                                               |                                                |                                               |                                                  |  |  |       |  |  | Raimondo Folco V, visconte di Cardona |  |  | Raimondo Folco IV, visconte di Cardona |  |
|                                               |                                                |                                               |                                                  |  |  |       |  |  | Raimondo Folco V, visconte di Cardona |  |  | Raimondo Folco IV, visconte di Cardona |  |
|                                               |                                                | Ines di Tarroja                               |                                                  |  |  |       |  |  | Raimondo Folco V, visconte di Cardona |  |  |                                        |  |
| Raimondo Folco VI, visconte di Cardona        |                                                |                                               |                                                  |  |  |       |  |  | Raimondo Folco V, visconte di Cardona |  |  |                                        |  |
|                                               |                                                | Sibilla di Empuries                           | Ponzio IV, conte di Empúries                     |  |  |       |  |  |                                       |  |  |                                        |  |
|                                               |                                                | Sibilla di Empuries                           | Ponzio IV, conte di Empúries                     |  |  |       |  |  |                                       |  |  |                                        |  |
|                                               |                                                | Sibilla di Empuries                           | Teresa Fernández de Lara                         |  |  |       |  |  |                                       |  |  |                                        |  |
| Ugo I, visconte di Cardona                    |                                                | Sibilla di Empuries                           |                                                  |  |  |       |  |  |                                       |  |  |                                        |  |
|                                               |                                                | Juan Alfonso de Haro, signore di Los Cameros  | Alonso López de Haro                             |  |  |       |  |  |                                       |  |  |                                        |  |
|                                               |                                                | Juan Alfonso de Haro, signore di Los Cameros  | Alonso López de Haro                             |  |  |       |  |  |                                       |  |  |                                        |  |
|                                               |                                                | Juan Alfonso de Haro, signore di Los Cameros  | Maria Álvarez, signora di Los Cameros            |  |  |       |  |  |                                       |  |  |                                        |  |
| Maria Álvarez de Haro                         |                                                | Juan Alfonso de Haro, signore di Los Cameros  |                                                  |  |  |       |  |  |                                       |  |  |                                        |  |
|                                               |                                                | Constanza Alfonso de Meneses                  | Alfonso Téllez II, signore di Meneses            |  |  |       |  |  |                                       |  |  |                                        |  |
|                                               |                                                | Constanza Alfonso de Meneses                  | Alfonso Téllez II, signore di Meneses            |  |  |       |  |  |                                       |  |  |                                        |  |
|                                               |                                                | Constanza Alfonso de Meneses                  | María Yáñez de Limia                             |  |  |       |  |  |                                       |  |  |                                        |  |
| Ugo II Folco, conte di Cardona                |                                                | Constanza Alfonso de Meneses                  |                                                  |  |  |       |  |  |                                       |  |  |                                        |  |
|                                               | Guglielmo III d'Anglesola, signore di Bellpuig | Guglielmo II d'Anglesola, signore di Bellpuig |                                                  |  |  |       |  |  |                                       |  |  |                                        |  |
|                                               | Guglielmo III d'Anglesola, signore di Bellpuig | Guglielmo II d'Anglesola, signore di Bellpuig |                                                  |  |  |       |  |  |                                       |  |  |                                        |  |
|                                               | Guglielmo III d'Anglesola, signore di Bellpuig | Sibilla di Cardona                            |                                                  |  |  |       |  |  |                                       |  |  |                                        |  |
| Guglielmo IV d'Anglesola, signore di Bellpuig | Guglielmo III d'Anglesola, signore di Bellpuig |                                               |                                                  |  |  |       |  |  |                                       |  |  |                                        |  |
|                                               |                                                | Costanza d'Alagona                            | Blasco d'Alagona, signore di Sástago             |  |  |       |  |  |                                       |  |  |                                        |  |
|                                               |                                                | Costanza d'Alagona                            | Blasco d'Alagona, signore di Sástago             |  |  |       |  |  |                                       |  |  |                                        |  |
|                                               |                                                | Costanza d'Alagona                            | Margelina de Baucis                              |  |  |       |  |  |                                       |  |  |                                        |  |
| Beatrice di Anglesola, signora di Bellpuig    |                                                | Costanza d'Alagona                            |                                                  |  |  |       |  |  |                                       |  |  |                                        |  |
|                                               |                                                | Arnaldo Ruggero I, conte di Pallars Sobirà    | Ruggero II, conte di Pallars Sobirà              |  |  |       |  |  |                                       |  |  |                                        |  |
|                                               |                                                | Arnaldo Ruggero I, conte di Pallars Sobirà    | Ruggero II, conte di Pallars Sobirà              |  |  |       |  |  |                                       |  |  |                                        |  |
|                                               |                                                | Arnaldo Ruggero I, conte di Pallars Sobirà    | Sibilla de la Berga                              |  |  |       |  |  |                                       |  |  |                                        |  |
| Beatrice de Pailhars                          |                                                | Arnaldo Ruggero I, conte di Pallars Sobirà    |                                                  |  |  |       |  |  |                                       |  |  |                                        |  |
|                                               |                                                | Làscara Lascaris di Ventimiglia               | Guglielmo Pietro I, conte di Ventimiglia e Tenda |  |  |       |  |  |                                       |  |  |                                        |  |
|                                               |                                                | Làscara Lascaris di Ventimiglia               | Guglielmo Pietro I, conte di Ventimiglia e Tenda |  |  |       |  |  |                                       |  |  |                                        |  |
|                                               |                                                | Làscara Lascaris di Ventimiglia               | Eulogìa Lascaris                                 |  |  |       |  |  |                                       |  |  |                                        |  |
|                                               |                                                | Làscara Lascaris di Ventimiglia               |                                                  |  |  |       |  |  |                                       |  |  |                                        |  |

### Fonti primarie
- (ES)  Anales de la Corona de Aragón, tomo II).
- (LA)  Crónica del rey don Fernando IV).

### Letteratura storiografica
- Edward Armstrong, L'Italia al tempo di Dante, in "Storia del mondo medievale", vol. VI, 1999, pp. 235–296
- Romolo Caggese, Italia,1313-1414, in "Storia del mondo medievale", vol. VI, 1999, pp. 297–331
- Hilda Johnstone, Francia: gli ultimi capetingi, in "Storia del mondo medievale", vol. VI, 1999, pp. 569–607